# Головачук Надія Іванівна
Надія Іванівна Головачук (нар. 1954, с. Велика Побійна Дунаєвецького району Хмельницької області) — майстриня-вишивальниця, старший викладач кафедри трудового навчання та художнього конструювання Хмельницької гуманітарно-педагогічної академії, Заслужений майстер народної творчості України.

## Біографія
Народилась 20 грудня 1954 року в учительській сім'ї Івана Никифоровича Лисого і Віри Карпівни Чорненької. Батько — історик, директор Великокужелівської НСШ, а з поверненням до рідної Великої Побійни — заступник директора з виховної роботи місцевої середньої школи, мати — учителька початкових класів.
Закінчила Хмельницьке педагогічне училище за спеціальністю «Вчитель початкових класів», Кам'янець-Подільський державний педагогічний інститут імені В. Затонського за спеціальністю «Педагогіка і психологія початкової освіти» та магістратуру Уманського державного педагогічного університету імені П. Тичини. Почала займатись вишивкою з дитячих років.
Переважно працює у техніці «Художня гладь», брала участь у низці виставок, у тому числі понад 30 персональних (станом на 2023 рік). Указом Президента України від 4 вересня 2009 року № 708/2009 за вагомий особистий внесок у розвиток культурної спадщини України, високу професійну майстерність та активну участь у проведенні Фестивалю мистецтв України Головачук Надії Іванівні присвоєно почесне звання «Заслужений майстер народної творчості України». Також має низку інших нагород.
Член народної художньої студії «Рукотвори» Хмельницького ОНМЦКіМ з 2015 року. Проводить майстер-класи для вишивальниць, навчає студентів вишивці.